# Scardamia sofalaria
Scardamia sofalaria là một loài bướm đêm trong họ Geometridae.